# Singelloop Utrecht

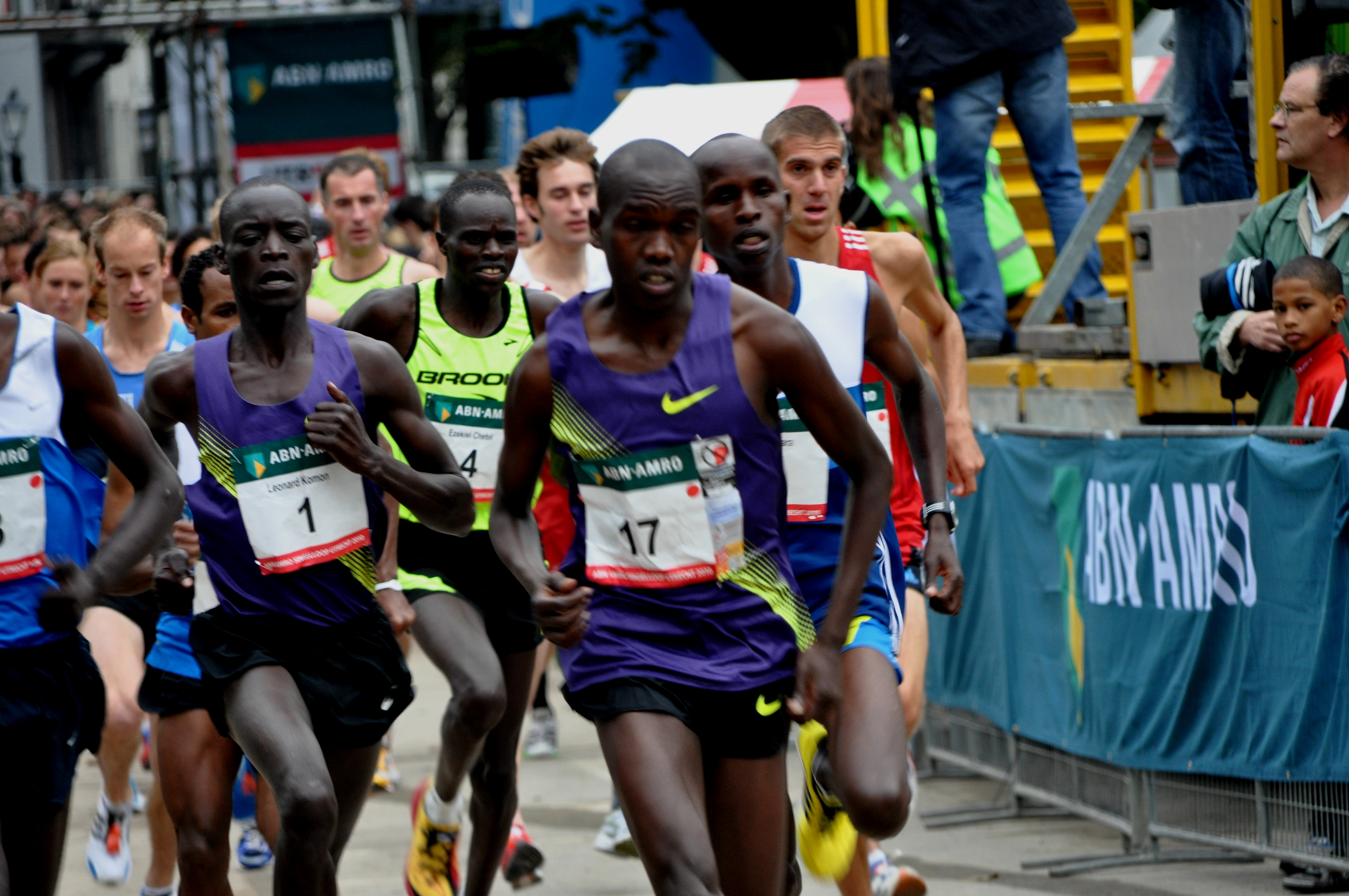
Leonard Komon (links) loopt een wereldrecord tijdens de editie in 2010

De Singelloop Utrecht is een atletiekwedstrijd over de weg met een afstand van 10 kilometer, die jaarlijks plaatsvindt in de straten van de stad Utrecht in Nederland. Hij wordt gehouden in september of oktober.

## Geschiedenis
De wedstrijd is een initiatief van Nico Munzert en had de eerste editie op 30 mei 1925. De race, die de oevers van de grachten van Utrecht volgde, had niet meer dan 100 deelnemers in 1931, maar de menigte toeschouwers was met meer dan 75.000 mensen enorm groot. De lengte van de race werd vergroot in 1937. Mede vanwege de Tweede Wereldoorlog werd de race niet gelopen tussen 1940 en 1946. De 25e editie van de race werd gehouden in 1956.
De Singelloop moest in 1960 vanwege de toename van het verkeer in de stad het parcours veranderen naar het Wilhelminapark. De wedstrijd trok de top van de Nederlandse lopers in de jaren zeventig: Klaas Lok won viermaal (1974, 1978, 1981 en 1983). Rob Druppers nam de titel in 1975, Gerard Tebroke versloeg een geblesseerde Jos Hermens in 1976. De Belg Miel Puttemans was in 1978 de Nederlanders te snel af. Gerard Nijboer won de wedstrijd in 1979.
De volgende jaren groeide het aantal deelnemers hard tot zo'n 3000 lopers in 1979. Olympisch atleet Bert van Vlaanderen won twee keer, in 1986 en 1989. Steepleloper Simon Vroemen was de winnaar van 1993 en de Singelloop vierde het jaar daarop haar 50ste editie als oudste wegwedstrijd van Nederland. De raceorganisator ondervond problemen met de werving van vrijwilligers in 2001 en als gevolg daarvan kon de race niet meer georganiseerd worden.
Echter, zes jaar later werd het evenement nieuw leven ingeblazen onder de organisatie van de Athletic Sports Exhibition Company en internationale toplopers werden gecontracteerd. De Nederlandse van Keniaanse origine, Lornah Kiplagat, won in 2007. Keniaan Leonard Komon liep op het snelle parcours de zesde snelste tijd ooit in 2009. Het jaar daarop won hij weer, ditmaal in een wereldrecordtijd van 26.44. In 2013 werd het huidige parcoursrecord bij de vrouwen gezet door Joyce Chepkirui.
In 2012 en 2013 was de wedstrijd het toneel van het Nederlands kampioenschap 10 km. Op het NK in 2012 wonnen Abdi Nageeye en Miranda Boonstra. Op het NK van 2013 won Miranda Boonstra wederom bij de vrouwen en Khalid Choukoud bij de mannen.
In 2015 zegevierde Abraham Cheroben met een tijd van 27.35. Dit was de op een na beste 10 km-tijd wereldwijd in 2015.
Het parcoursrecord bij de vrouwen werd verbroken in 2018 door de Keniaanse Eva Cherono.

## Parcoursrecords
- Mannen: 26.44 - Leonard Patrick Komon  KEN (2010) (WR)
- Vrouwen: 31.17 - Eva Cherono  KEN (2018)

## Uitslagen
| Jaar | Snelste man       | Land   | Tijd     | Snelste vrouw     | Land      | Tijd  |
| ---- | ----------------- | ------ | -------- | ----------------- | --------- | ----- |
| 2018 | Davis Kiplagat    | Kenia  | 27.24    | Eva Cherono       | Kenia     | 31.17 |
| 2017 | Benard Kimeli     | Kenia  | 27.57    | Genet Beyene      | Ethiopië  | 33.29 |
| 2016 | Bashir Abdi       | België | 28.31    | Elizeba Cherono   | Nederland | 32.07 |
| 2015 | Abraham Cheroben  | Kenia  | 27.35    | Yasmin Hillebrink | Nederland | 34.36 |
| 2014 | David Kogei       | Kenia  | 28.46    | Lucy Macharia     | Kenia     | 32.26 |
| 2013 | Timothy Kiptoo    | Kenia  | 28.25    | Joyce Chepkirui   | Kenia     | 31.20 |
| 2012 | Charles Cheruiyot | Kenia  | 28.22    | Miranda Boonstra  | Nederland | 34.05 |
| 2011 | Philip Langat     | Kenia  | 27.28    | Winnie Jepkemoi   | Kenia     | 31.31 |
| 2010 | Leonard Komon     | Kenia  | 26.44 WR | Rkia el Moukim    | Marokko   | 32.51 |
| 2009 | Leonard Komon     | Kenia  | 27.10    | Nadia Ejjafini    | Italië    | 32.37 |
| 2008 | Sammy Kitwara     | Kenia  | 27.44    | Monica Chepkoech  | Kenia     | 32.01 |
| 2007 | Mark Tanui        | Kenia  | 27.52    | Lornah Kiplagat   | Nederland | 32.05 |